# 张中 (1907年)
张中（1907年—1990年12月7日），又名张佛湘，男，广东兴宁人，中华人民共和国政治人物，曾任国家档案局常务副局长、局长、党组书记，中共中央办公厅顾问，第四、五届全国政协委员。